# Edgar Thurston
Edgar Thurston CIE (1855 - 12 de octubre de 1935) fue un naturalista inglés, superintendente del Museo Gubernamental de Madras, Chennai, de 1885 a 1908 que contribuyó con estudios de zoología, etnología y botánica de India y publicó trabajos relacionados con su trabajo en el Museo. Thurston fue educado en medicina y dio conferencias de anatomía en la Facultad de Medicina de Madras, a la vez que mantenía su posición en el Museo. Sus primeros trabajos fueron en numismática y en geología y siguió por investigaciones en antropología y etnografía. Sucedió a Frederick S. Mullaly como superintendente de etnografía en la Presidencia de Madras.

## Biografía
Hijo de Charles Bosworth Thurston de Kew, Londres. Estudió en el Colegio Eton, y luego medicina en el King's College de Londres, calificando como Royal College of Physicians|L.R.C.P. en 1877. Se desempeñó como oficial médico en el Kent County Lunatic Asylum y pasó a curador del museo del King's College antes de unirse al Museo de Madras en 1885 como su superintendente.

## Estudios de etnografía y geografía
Mientras que las ideas europeas tempranas sobre frenología se aplicaron para identificar rasgos mentales de los individuos, los defensores del racismo científico utilizan lo que ellos consideraban más refinado como ñas mediciones antropométricas para identificar el sistema de castas en India. Thurston era una de esas personas: creía que la inteligencia era inversamente proporcional a la anchura de la nariz y afirmó que examinó esto, así como la escritura en la contratación de empleados en su oficina. Dio conferencias a los estudiantes de la Universidad de Madras y en ocasiones a la Policía de Madras en la antropología práctica durante la década de 1890, y formó a la Policía de Madras en el uso de la antropometría para la identificación criminal. El Sistema Bertillon ya había sido incorporado en Bengala y en los departamentos de la Policía de Madras, en la década de 1890 y la formación de Thurston tenía la intención de ayudar a la policía a identificar a miembros de lo que entonces se denominó como "castas criminales"
En 1901, fue nombrado para el Estudio Etnográfico de proyecto de la India, tras el éxito de "Estudios Etnográficos de Bengala de Herbert Hope Risley. Risley era un adherente a las teorías del racismo científico y había sido nombrado director de Etnología en la India. Thurston trabajó como parte de este proyecto para recolectar mediciones antropométricas precisos. Estos incluyen una serie de medidas del cráneo y los índices o proporciones, como el derivado índice nasal.
Entre otras obras publicadas, Thurston escribió los siete volúmenes de Castes and Tribes of Southern India, publicadas en 1909 como parte de los Estudios Etnográficos de India. En tal obra fue asistido por K. Rangachari, colega del Museo de Madras quien también le había ayudado en un estudio etnográfico de 1906, Notas Etnográficas en India del sur. Rangachari había suministrado la mayor parte de las cuarenta fotografías utilizados en ese estudio anterior. La edición de septiembre de 1910 de Nature describía la publicación de 1909 como

un registro monumental de las diversas fases de la vida tribal del sur de India, tradiciones, usos y costumbres de la gente. Aunque en algunos aspectos puede ser corregida o complementada por investigaciones futuras, conservará su valor como ejemplo de investigación fuera del gabinete, y seguirá siendo una verdadera mina de información, de mucho valor.

También escribió The Madras Presidency, with Mysore Coorg, and the associated States, siendo el tercer volumen de una serie de cuatro "Provincial Geographies of India" publicada entre 1913 a 1923 por Cambridge University Press bajo la dirección editorial de Thomas Henry Holland. Kavita Philip lo describe como una combinación de "estilo de libro de texto de geografía física y cultural con el detalle etnográfico sobre hábitos, costumbres y fiestas de los nativos".

## Botánica y zoología
Thurston hizo numerosas colecciones de especímenes de plantas y animales, muchos de los cuales fueron enviados al British Museum.

## Museos y artes
Aparte de su papel en el Museo de Madrás, Thurston fue durante algún tiempo Secretario Honorario de la ahora extinta Sociedad de Bellas Artes de Madrás, y fue influyente en la promoción de las obras artísticas de Raja Ravi Varma y de su hermano C. Raja Raja Varma.

## Últimos años
El 26 de junio de 1902, Thurston fue galardonado con la medalla de 1ª clase Kaisar-i-Hind. Fue C.I.E. en 1909. Se retiró a Inglaterra y pasó sus últimos años en Penzance donde estudió la flora local y acogió con regularidad en las fiestas de Año Nuevo a los botánicos locales. Murió el 12 de octubre de 1935 en Penzance.

## Honores

### Eponimia
Especies marinas
- Manaria thurstoni (E.A. Smith, 1906)
- Sepia thurstoni (W. Adam & W. J. Rees, 1966)
- Mobula thurstoni (Lloyd, 1908)
- Ecteinascidia thurstoni (Herdman, 1890).[11]

## Obra
- Thurston, Edgar (1888). Coins — Catalogue No. 1: Mysore. Madras: Gov. Central Museum. Consultado el 8 de noviembre de 2011.

- Thurston, Edgar (1888). Catalogue of the Batrachia, Salientia and Apoda (Frogs, Toads, and Coecilians) of Southern India. Madras: Gov. Press. Consultado el 8 de noviembre de 2011.

- Thurston, Edgar (1889). Coins — Catalogue No. 3: Sultans of Dehlı́. Madras: Gov. Central Museum. Consultado el 8 de noviembre de 2011.

- Thurston, Edgar (1992). History of the coinage of the territories of the East India company in the Indian peninsula and catalogue of the coins in the Madras museum (Reprinted edición). 1890 Madras, Gov. Central Museum & New Delhi: Asian Educational Services. ISBN 978-81-206-0720-0. Consultado el 8 de noviembre de 2011.

- Thurston, Edgar (1890). Notes on the pearl and chank fisheries and marine fauna of the Gulf of Manaar. Madras: Gov. Central Museum. Consultado el 8 de noviembre de 2011.

- Thurston, Edgar (1894). Coins — Catalogue No. 2: Roman, Indo-Portuguese, and Ceylon (2ª edición). Madras: Gov. Central Museum. Consultado el 8 de noviembre de 2011.

- Thurston, Edgar (1894). «Pearl and Chank Fisberies of the Gulf of Manaar». Bull. (Madras: Madras Gov. Museum) (1). Consultado el 8 de noviembre de 2011.

- Thurston, Edgar (1896). «Anthropology of the Todas and Kotas of the Nilgiri Hills : and of the Bráhmans, Kammálans, Pallis, and Pariahs of Madras City». Bull. (Madras: Madras Gov. Museum) (4). Consultado el 8 de noviembre de 2011.

- Thurston, Edgar (2004) [1896 Madras: Gov. Central Museum]. «Kadirs Of Anaimarais — Malaialis Of Shevaroys — The Dravidian Head — Dravidian Problem». Bull. (reimpreso edición) (Nueva Delhi: Asian Educational Services) 2 (3). ISBN 978-81-206-1859-6. Consultado el 8 de noviembre de 2011.

- Thurston, Edgar (1899). Monograph on the silk fabric industry of the Madras presidency. Madras: Gov. Press.

- Thurston, Edgar (1900). «Anthropology: Notes on some of the people of Malabar — Mala Vedars of Travancore — Miscellenea». Bull. (Madras: Madras Gov. Museum) 3 (1). Consultado el 8 de noviembre de 2011.

- Thurston, Edgar (1901). Monograph on the ivory carving industry of Southern India.. Madras: Gov. Press.

- Thurston, Edgar (1903). «Anthropology: Visions of the Uralis and Sholagars — More Marriage Customs in Southern India — Hook-Swinging — Paliyans». Bull. (Madras: Madras Gov. Museum) 5 (1). Consultado el 8 de noviembre de 2011.

- Thurston, Edgar (1906). Ethnographic Notes in Southern India. Madras: Gov. Press. Consultado el 8 de noviembre de 2011.

- Thurston, Edgar; Rangachari, K. (1909). Castes and Tribes of Southern India. I (A and B). Madras: Gov. Press. Consultado el 8 de noviembre de 2011.

- Thurston, Edgar; Rangachari, K. (1909). Castes and Tribes of Southern India. II (C to J). Madras: Gov. Press. Consultado el 8 de noviembre de 2011.

- Thurston, Edgar; Rangachari, K. (1909). Castes and Tribes of Southern India. III (K). Madras: Gov. Press. Consultado el 8 de noviembre de 2011.

- Thurston, Edgar; Rangachari, K. (1909). Castes and Tribes of Southern India. IV (K to M). Madras: Gov. Press. Consultado el 8 de noviembre de 2011.

- Thurston, Edgar; Rangachari, K. (1909). Castes and Tribes of Southern India. V (M to P). Madras: Gov. Press. Consultado el 8 de noviembre de 2011.

- Thurston, Edgar; Rangachari, K. (1909). Castes and Tribes of Southern India. VI (P to S). Madras: Gov. Press. Consultado el 8 de noviembre de 2011.

- Thurston, Edgar; Rangachari, K. (1909). Castes and Tribes of Southern India. VII (T to Z). Madras: Gov. Press. Consultado el 8 de noviembre de 2011.

- Thurston, Edgar (1912). Omens and Superstitions of Southern India. Nueva York: McBride, Nast & Company. Consultado el 8 de noviembre de 2011.

- Thurston, Edgar (1913).  Holland, T. H., ed. The Madras Presidency, with Mysorg, Coorg and the Associated States. Provincial Geographies of India 3. Cambridge: University Press. Consultado el 8 de noviembre de 2011.

- Thurston, Edgar; Vigurs, Chambré C. (1922). A Supplement to F. Hamilton Davey's Flora of Cornwall. Truro: Royal Institution of Cornwall. Consultado el 8 de noviembre de 2011.

- La abreviatura «H.S.Thomps.» se emplea para indicar a Edgar Thurston como autoridad en la descripción y clasificación científica de los vegetales.[12]